# 馬堀海岸駅
馬堀海岸駅（まぼりかいがんえき）は、神奈川県横須賀市馬堀町三丁目にある、京浜急行電鉄本線の駅である。駅番号はKK63。

## 歴史
- 1930年（昭和5年）4月1日 - 開業。
- 1941年（昭和16年）11月1日 - 湘南電気鉄道と京浜電気鉄道が合併、京浜電気鉄道の駅となる。
- 1942年（昭和17年）5月1日 - 京浜電気鉄道が東京横浜電鉄へ合併。東京急行電鉄（大東急）の駅となる。
- 1948年（昭和23年）6月1日 - 京浜急行電鉄が発足、京浜急行電鉄の駅となる。

## 駅構造
相対式ホーム2面2線を有する地上駅で有人駅。

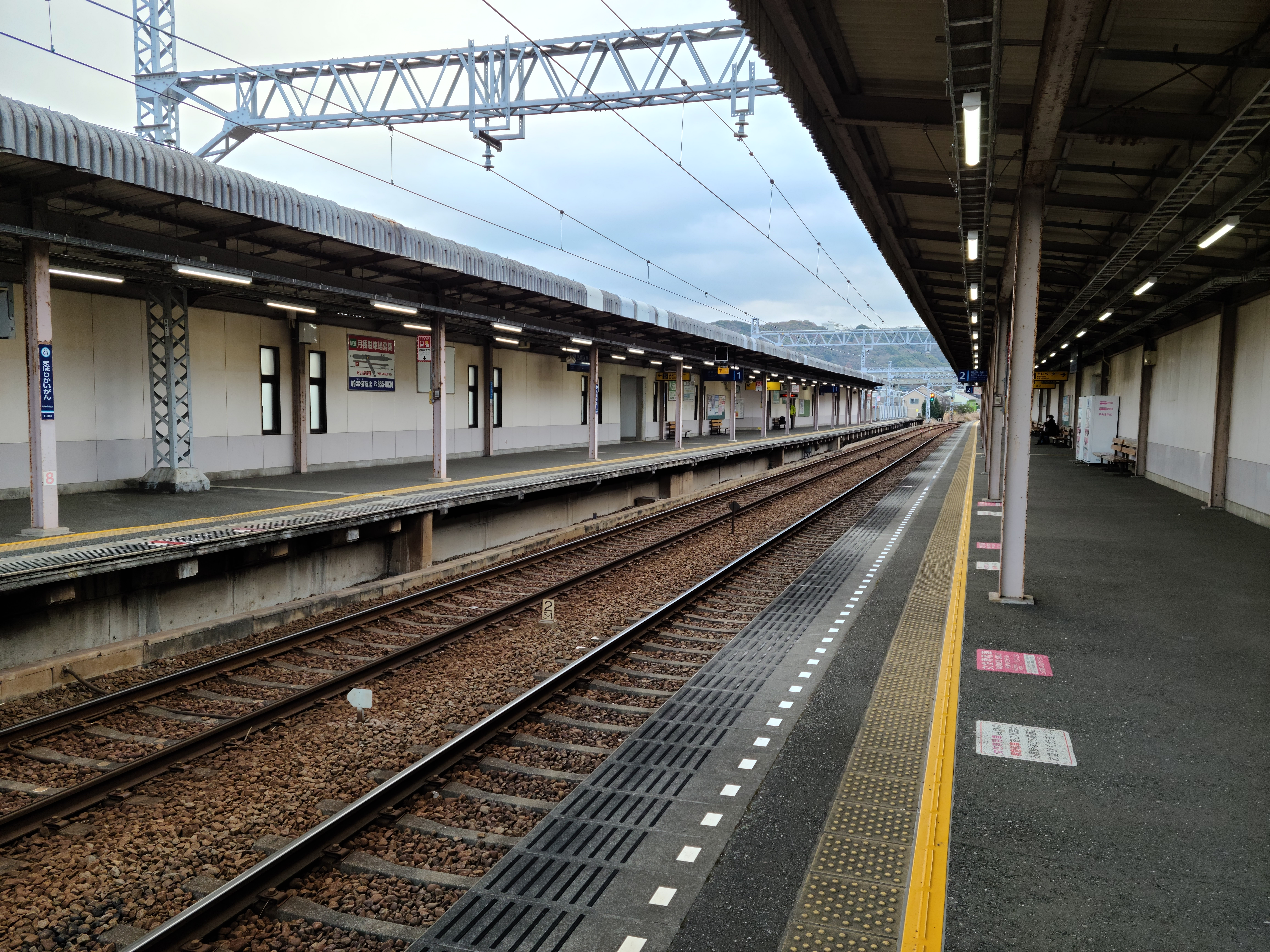
ホーム（2021年2月1日）

立地する地形の関係で改札口はホーム下にある。1986年以前は下りホームの大津方に改札と駅舎があり、上りホームへは構内踏切を経由する構造であった。駅舎移転後も階段と当時の駅舎の床スラブの一部が残っている。

### のりば
| 番線 | 路線 | 方向 | 行先           |
| ---- | ---- | ---- | -------------- |
| 1    | 本線 | 下り | 浦賀方面       |
| 2    | 本線 | 上り | 横浜・品川方面 |

## 利用状況
2024年（令和6年）度の1日平均乗降人員は8,357人であり、京急線全72駅中60位。近年は減少傾向であり、2014年度に乗降客数が1万人を割った。
近年の1日平均乗降人員と乗車人員の推移は下記の通り。
| 年度               | 1日平均 乗降人員 | 1日平均 乗車人員 | 出典     |
| ------------------ | ---------------- | ---------------- | -------- |
| 1995年（平成07年） |                  | 6,719            | [ * 1 ]  |
| 1998年（平成10年） |                  | 6,032            | [ * 2 ]  |
| 1999年（平成11年） |                  | 5,808            | [ * 3 ]  |
| 2000年（平成12年） |                  | 5,777            | [ * 3 ]  |
| 2001年（平成13年） |                  | 5,636            | [ * 4 ]  |
| 2002年（平成14年） | 11,360           | 5,598            | [ * 5 ]  |
| 2003年（平成15年） | 11,558           | 5,636            | [ * 6 ]  |
| 2004年（平成16年） | 11,143           | 5,428            | [ * 7 ]  |
| 2005年（平成17年） | 11,054           | 5,398            | [ * 8 ]  |
| 2006年（平成18年） | 11,035           | 5,383            | [ * 9 ]  |
| 2007年（平成19年） | 11,063           | 5,371            | [ * 10 ] |
| 2008年（平成20年） | 10,814           | 5,261            | [ * 11 ] |
| 2009年（平成21年） | 10,417           | 5,074            | [ * 12 ] |
| 2010年（平成22年） | 10,169           | 4,950            | [ * 13 ] |
| 2011年（平成23年） | 10,102           | 4,909            | [ * 14 ] |
| 2012年（平成24年） | 10,044           | 4,886            | [ * 15 ] |
| 2013年（平成25年） | 10,030           | 4,873            | [ * 16 ] |
| 2014年（平成26年） | 9,791            | 4,765            | [ * 17 ] |
| 2015年（平成27年） | 9,729            | 4,730            | [ * 18 ] |
| 2016年（平成28年） | 9,529            | 4,644            | [ * 19 ] |
| 2017年（平成29年） | 9,406            | 4,616            | [ * 20 ] |
| 2018年（平成30年） | 9,240            | 4,535            | [ * 21 ] |
| 2019年（令和元年） | 9,045            | 4,408            | [ * 22 ] |
| 2020年（令和02年） | 6,769            |                  |          |
| 2021年（令和03年） | 7,124            |                  |          |
| 2022年（令和04年） | 7,815            |                  |          |
| 2023年（令和05年） | 8,197            |                  |          |
| 2024年（令和06年） | 8,357            |                  |          |

## 駅周辺
駅名は駅近くの馬堀海岸に由来する。当駅の北側は埋め立てにより西武不動産が開発した新興住宅地となっているが、昭和30年代まで、駅の北側はすぐ海水浴場となっていた。馬堀という名前に関しては、いくつかの伝承が残されている。水を求めて倒れていた僧の前に白馬が現れ、岩の近くを掘ったところ清水が湧き出したという。その泉は、今でも馬堀小学校そばに馬頭観音と共に奉られている。
- 防衛大学校
- 横須賀市立馬堀小学校
- 横須賀市立馬堀中学校
- 横須賀馬堀海岸郵便局
- 湘南信用金庫馬堀支店
- 横浜銀行馬堀支店
- 西友馬堀店
- 横須賀温泉 湯楽の里
- 国道16号
- 馬堀海岸公園

## バス路線
駅北側の県道209号上に設置されている「馬堀海岸駅」及び、駅の裏手徒歩3分ほどの県道208号上に設置されている「矢ノ津坂」が最寄りバス停。発着する路線の詳細は京浜急行バス久里浜営業所を参照。
馬堀海岸駅
- 東方向
  - 須22 - 防衛大学校行
  - 堀23 - 立野団地循環
  - 須24 - 観音崎行（走水経由）
  - 須28 - 観音崎自然博物館行 ※休日日中のみ
- 西方向
  - 須22・須24・須28 - 横須賀駅行（米ヶ浜経由） ※18時台まで
  - 須22・須24 - 横須賀駅行（日ノ出町経由） ※18時台以降
  - 堀23 - 堀内駅行
  - 堀23 - 堀内行 ※夜のみ

矢ノ津坂
- 東方向（全路線浦賀駅経由）
  - 須26 - かもめ団地行
- 西方向
  - 須25・須26 - 横須賀駅行（米ヶ浜経由） ※朝・日中のみ

## 隣の駅
京浜急行電鉄
 本線
■特急・■普通
京急大津駅 (KK62) - 馬堀海岸駅 (KK63) - 浦賀駅 (KK64)